# Maik Groen
Maik Groen – holenderski żużlowiec, występujący również na długim torze i na trawie.

## Życiorys
Wielokrotny finalista indywidualnych mistrzostw Europy na torze trawiastym, w tym mistrz Europy (2001). Dziewięciokrotny medalista indywidualnych mistrzostw Holandii na torze trawiastym: pięciokrotnie złoty (1998, 2000, 2001, 2002, 2003), trzykrotnie srebrny (1995, 1996, 1999), oraz brązowy (1997).
W lidze brytyjskiej reprezentant klubu Somerset (2003).